# 布恩鎮區 (密蘇里州德克薩斯縣)
布恩鎮區（英語：Boone Township）是位於美國密蘇里州德克薩斯縣的一個行政鎮區。

## 地方資料
布恩鎮區的面積為128.22平方千米，當中陸地面積為127.53平方千米，而水域面積為0.68平方千米。根據2020年美國人口普查的數據，當地共有人口360人，而人口密度為每平方千米2.81人。